# OrgelARTmuseum
Het orgelARTmuseum is een museum in Windesheim in de Duitse deelstaat Rijnland-Palts. Het toont een collectie orgels en gaat in op de geschiedenis van de orgelbouw.

## Geschiedenis
Het museum werd op 19 mei 2000 opgericht door de neven Helmut en Wolfgang Oberlinger, twee verzamelaars, en nazaten uit een familie van orgelbouwers. Aanvankelijk gebeurde dit in een samenwerkingsverband met het Landkreis Bad Kreuznach dat ook de bouw van het museum financierde. Na economisch moeilijke tijden en een sluiting van het museum, trok het Landkreis zich terug en werd het in de eerste helft van 2018 heropend, inmiddels zonder Helmut Oberlinger die zich terugtrok vanwege zijn ouderdom.

## Immaterieel cultureel erfgoed
Nog voor de heropening, in december 2017, riep de UNESCO de orgelbouw en orgelmuziek uit tot immaterieel cultureel erfgoed. Voor het museum betekent dit dat het voortaan gerechtigd is het logo van de immateriële culturele erfgoederen van de UNESCO te gebruiken.

## Collectie

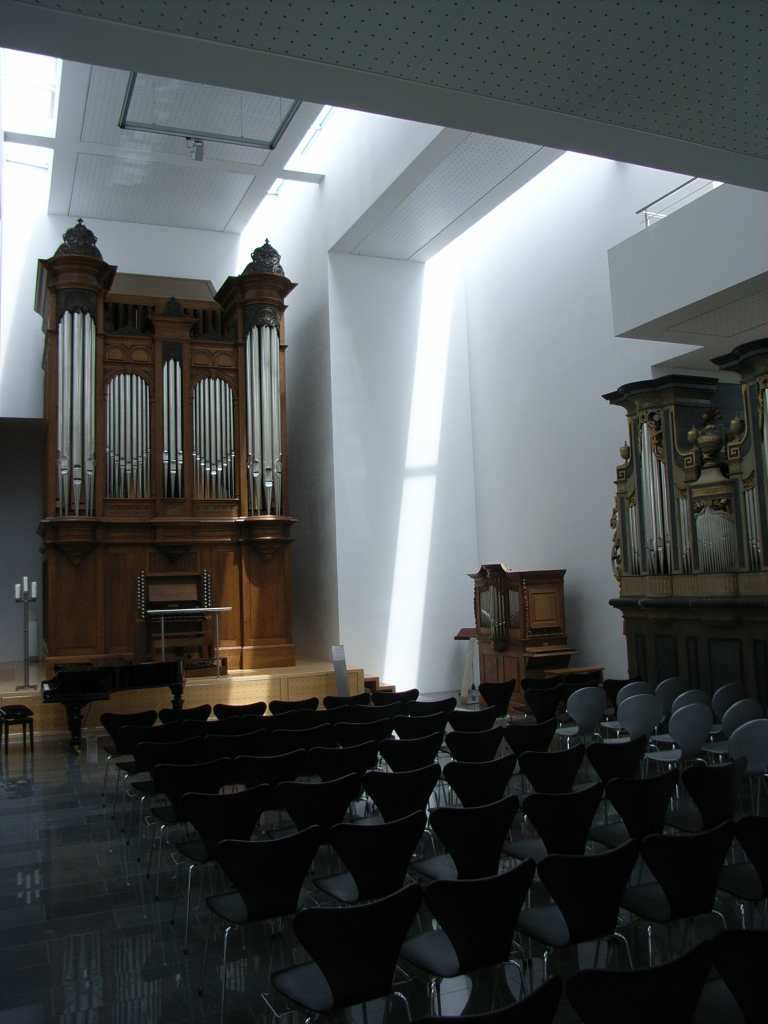
Concertzaal

Het museum heeft een oppervlakte van 900 m² en een collectie van veertig orgels van allerlei soorten, waaronder een groot concertorgel. Een aantal orgels zijn in leen gegeven door de Sparkasse Rhein-Nahe. Ook worden er een aantal bijzondere exemplaren getoond, waaronder een uniek claviorganum.
In het museum wordt daarnaast dieper ingegaan op de geschiedenis van de orgelbouw. Verder zijn er wisselende kunstexposities, worden er evenementen georganiseerd en concerten gehouden, waaronder met speciale thema's zoals een wijnproeferij.